# Período colonial dos Estados Unidos
A região que atualmente compõe os Estados Unidos era originalmente habitado por nativos americanos. A história escrita dos Estados Unidos da América inicia-se, porém, a partir do início do século XVI, quando os primeiros exploradores europeus desembarcaram em diferentes regiões do atual Estados Unidos.
Ao longo do final do século XVI, os ingleses iniciaram a colonização da América do Norte. As primeiras tentativas de colonização do continente norte-americano, notavelmente a Colônia de Roanoke, falharam, mas outras colônias foram logo estabelecidas. Os colonos que vieram ao Novo Mundo não eram um grupo homogêneo, mas sim pertenciam à uma variedade de diferentes grupos sociais e religiosos, que instalaram-se em diferentes partes da costa leste dos Estados Unidos no Oceano Atlântico. Os quakers da Pensilvânia, os puritanos da Nova Inglaterra, os assentadores em busca de ouro de Jamestown e os prisioneiros da Geórgia vieram ao novo continente por uma grande variedade de razões, e criaram colônias com diferentes estruturas políticas, sociais, religiosas e econômicas. Enquanto isto, o sudoeste e o sudeste dos Estados Unidos foram colonizados por espanhóis, e a região central, pelos franceses. Partes das Treze Colônias foram colonizadas primeiramente pelos suecos e pelos neerlandeses, mas foram capturadas pelos ingleses durante a década de 1660.
Historiadores tipicamente reconhecem quatro regiões que tornar-se-iam posteriormente as Treze Colônias britânicas e o leste dos Estados Unidos: a Nova Inglaterra, as Colônias Intermediárias, as Colônias da Baía de Chesapeake e as Colônias Meridionais.

## Período pré-colonial dos Estados Unidos
Por milhares de anos, centenas de tribos nativo americanas (bem como os nativos polinésios do Havaí e outros territórios insulares na Polinésia dos atuais Estados Unidos) habitaram a região que atualmente compõe os Estados Unidos da América. Estas tribos nativas americanas pertenciam a uma grande variedade de grupos culturais, cujas tribos eram aliadas ou neutras entre si, e possuíam culturas e idiomas semelhantes. Alguns destes grupos incluem os iroqueses, os algonquinos, os sioux, os esquimós e os uto-astecas. Vários destes grupos nativos americanos formaram civilizações avançadas, como os uto-astecas no centro-sul e os iroqueses no nordeste dos atuais Estados Unidos.
As estimativas da população nativa americana nos Estados Unidos nos anos que precederam à chegada dos primeiros exploradores europeus variam entre um a mais de quinze milhões. Acredita-se que os primeiros nativos indígenas do Havaí desembarcaram no arquipélago há milhares de anos, em barcos rústicos. Todos os nativos americanos do continente americano, por sua vez, teriam vindo da Ásia através de uma ponte glacial no Estreito de Bering, entre a Rússia e o atual Alasca.
Diversas nações europeias começaram a explorar diferentes regiões dos Estados Unidos ao longo do século XVI. Se pensava que o primeiro explorador europeu a desembarcar em terras americanas fora o italiano Giovanni Caboto, explorando a serviço da Inglaterra, na atual Nova Iorque. No entanto, hoje sabe-se que os primeiros europeus a pisarem em terras estadunidenses foram os exploradores viquingues. Em 1513, o espanhol Ponce de León desembarcou na atual Flórida. Em 1565, os espanhóis fundaram o primeiro assentamento permanente no atual Estados Unidos, Saint Augustine. Um século mais tarde, os Franceses começaram a explorar a bacia do Mississípi, dando a toda a região o nome de Louisiana, em honra do rei Luís XIV.

### Europa no período colonial

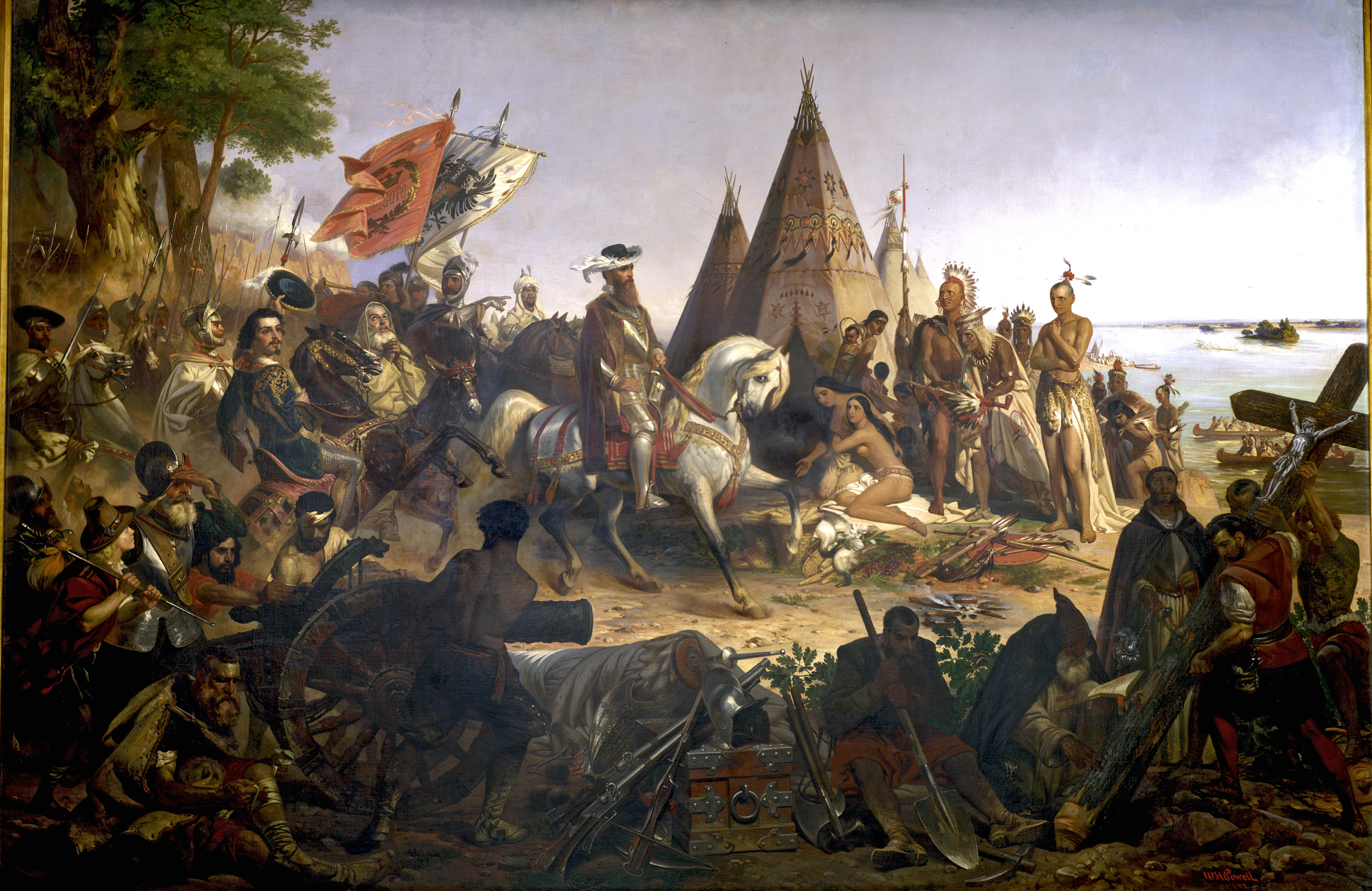
Europeus e índios americanos se encontrando na região que atualmente é o Mississippi.

Durante o século XV e o século XVI, a Europa havia emergido da Idade Média e entrado no Renascimento. Os crescentes desenvolvimentos da Europa nas áreas de cultura, ciência e economia encorajaram a exploração e a colonização de novas regiões. Um crescimento pelo interesse do aprendizado clássico criou um grande interesse em geografia e uma curiosidade intelectual sobre o mundo, que havia quase desaparecido durante a Idade Média. Ao mesmo tempo, o crescimento intelectual do Renascimento levou ao desenvolvimento das tecnologias marítimas necessárias para a realização de longas viagens no alto mar. Além disso, a falta de metais preciosos (ouro e prata) na Europa, incentivou os europeus a buscarem novas terras.
À medida que Novos Monarcas iniciaram a criar nações e reinos, eles adquiriram o degrau de riqueza e poder necessários para iniciar tentativas sistemáticas de exploração. Além disso, à medida que a economia da Europa começou a reviver, tornou-se claro que a primeira nação que encontrasse uma rota direta de comércio com as Índias Orientais prosperaria economicamente. Então, os europeus não tinham conhecimento da existência do continente europeu
. Cristóvão Colombo acreditava que ele poderia encontrar uma rota para as Índias navegando em direção ao oeste. Financiado pela coroa espanhola, Colombo deixou a Espanha em 3 de agosto de 1492, iniciando sua famosa viagem. Colombo, ao tornar-se o primeiro europeu conhecido a pisar no continente americano, assumira que ele havia pisado em uma área desconhecida das Índias.
Porém, futuros navegadores europeus que exploraram a região rapidamente descobriram que a região descoberta por Colombo era um novo continente. À esta área os europeus deram o nome de Novo Mundo, creditando Colombo com sua descoberta. O continente americano foi nomeado eventualmente em homenagem a Américo Vespúcio, um explorador italiano. Colombo morreu em 1506, ainda acreditando que havia chegado às Índias, enquanto a Espanha e o Portugal iniciaram os esforços de colonização e conquista do continente americano. A descoberta das Américas causou grande furor na Europa. O Novo Mundo oferecia novas oportunidades de poder, riqueza e aventuras. Rapidamente, diversos países europeus iniciaram a explorar e a colonizar o continente americano.
As primeiras nações europeias a iniciarem esforços de exploração e colonização das Américas foram a Espanha e Portugal. Segundo o Tratado de Tordesilhas, assinado entre os espanhóis e os portugueses, todas as terras a oeste da Linha de Tordesilhas pertenceriam à Espanha, e todas as terras a leste pertenceriam aos portugueses. Durante as primeiras décadas do século XVI, os espanhóis derrotaram os astecas, os maias e os incas. Os espanhóis colonizaram uma enorme área que estende-se desde o sul da América do Sul até o que é atualmente o sul dos Estados Unidos. O primeiro assentamento europeu fundado em território americano foi fundado em 1526, na atual Carolina do Sul. Porém, este assentamento foi abandonado no ano seguinte. Os espanhóis também fundaram o primeiro assentamento permanente, ainda em existência em tempos atuais, em atual território americano. Este assentamento, St. Augustine, foi fundado em 1565, no atual Estado de Flórida.
Durante a segunda metade do século XVI e do século XVII, uma nova geração de potências coloniais surgiram. Estas potências eram a Inglaterra, a França e os Países Baixos. As terras que constituem atualmente o leste dos Estados Unidos tornaram-se regiões atrativas para a instalação de novas colônias, por parte destas novas potências coloniais. Embora estas terras na América do Norte estivessem relativamente próximos à Europa, a Espanha e o Portugal tinham pouco interesse nestas terras.
Ingleses e franceses já haviam iniciado a exploração do leste da América do Norte no início do século XVI. Ao longo deste século, ambos somente exploraram e instalaram postos comerciais nessa costa, mas não fundaram assentamentos permanentes. A partir do início do século XVII, tanto os ingleses quanto os franceses iniciaram a fundação de assentamentos permanentes na América do Norte. A região colonizada pelos franceses tornou-se conhecida como Nova França, que incluía os atuais Estados americanos de Maine e Vermont.
As primeiras tentativas inglesas bem-sucedidas de colonização da América do Norte ocorreram no início do século XVII, por várias razões. Durante esta era, o nacionalismo inglês cresceu, e da ameaça de uma possível invasão do Reino Unido por parte da Espanha, bem como por causa do militarismo protestante e da adoração da monarca Rainha Elizabeth. À época, porém, a Inglaterra não tinha interesse em criar um império colonial. Ao invés disso, outras causas provocaram a colonização da América do Norte por parte dos ingleses. Estes motivos incluem o comércio, a crescente superpopulação da nação e a busca por liberdade religiosa e a crescente desconfiança das forças políticas do velho mundo.

## Objetivos da Colonização
Inicialmente, as questões relativas às colônias eram tratadas principalmente pelo Conselho Privado da Inglaterra e seus comitês. A Comissão de Comércio foi criada em 1625 como o primeiro órgão especial convocado para aconselhar sobre questões coloniais (plantation). De 1696 até o final da Revolução Americana , os assuntos coloniais eram de responsabilidade da Junta Comercial em parceria com os secretários de estado relevantes,  que mudou de Secretário de Estado do Departamento do Sul para o Secretário de Estado das Colônias em 1768.

### Mercantilismo
O mercantilismo foi a política básica imposta pela Grã-Bretanha às suas colônias a partir da década de 1660, o que fez com que o governo se tornasse parceiro dos mercadores sediados na Inglaterra para aumentar o poder político e a riqueza privada. Para isso, os ingleses foram expulsando colonizadores e comerciantes de outros países, das suas colônias. O governo protegeu seus comerciantes baseados em Londres e manteve os outros afastados por meio de barreiras comerciais, regulamentos e subsídios às indústrias domésticas, a fim de maximizar as exportações do reino e minimizar as importações.
O governo também lutava contra o contrabando, e isso se tornou uma fonte direta de controvérsia com os comerciantes americanos quando suas atividades comerciais normais foram reclassificadas como "contrabando" pelo Ato de Navegação . Isso incluía atividades que antes eram negócios normais, como comércio direto com franceses, espanhóis, holandeses e portugueses. O objetivo do mercantilismo era gerar superávits comerciais para que o ouro e a prata chegassem a Londres. O governo recebia sua parte por meio de taxas e impostos, com o restante indo para os mercadores da Grã-Bretanha. O governo gastou grande parte de sua receita na Marinha Real, que protegia as colônias britânicas e também atacava as colônias de outros impérios, às vezes até confiscando-as. Assim, a Marinha Britânica capturou Nova Amsterdã (Nova York) em 1664. As colônias eram mercados cativos para a indústria britânica, e o objetivo era enriquecer a metrópole.

## Primeiras colônias
Os ingleses por diversas vezes tentaram fundar assentamentos permanentes na América do Norte ao longo das últimas décadas do século XVII. Estes assentamentos foram mal-sucedidos por diversas razões, incluindo a falta de suprimentos essenciais, ataques indígenas e o inverno rigoroso da região. Um dos assentamentos mais bem-sucedidos foi a Colônia de Roanoke, estabelecida em 1586, na costa da atual Carolina do Norte por Walter Raleigh. O segundo navio de reabastecimento, cuja chegada foi adiada por três anos devido à guerra com Espanha, não encontrou nenhum traço dos colonos, descobrindo apenas a misteriosa palavra "CROATOAN" inscrito numa árvore. Mais de cem homens, mulheres e crianças haviam desaparecido.

As possessões coloniais europeias na América do Norte em meados do século XVIII, com as Treze Colônias no leste (vermelho claro) na América Britânica.

## Chesapeake

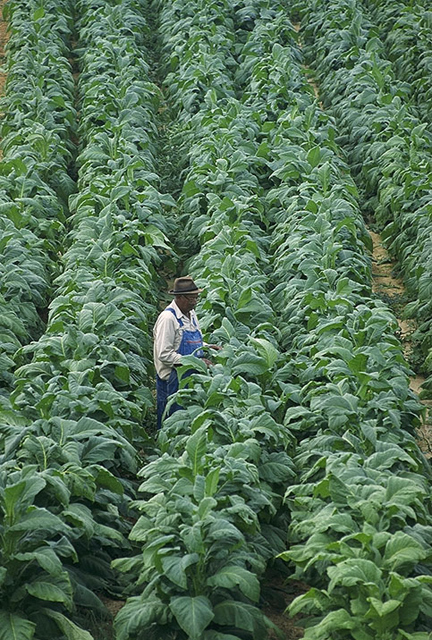
Willie Greeninge verificando suas plantas de tabaco em sua fazenda em Chatham, Virgínia

O primeiro assentamento inglês permanente na América do Norte, Jamestown, foi fundado em 1607, em uma região chamada de Virgínia, nomeado em honra à Rainha Elizabeth I, a Rainha Virgem. Este assentamento foi fundado em uma ilha no Rio James, próximo ao seu estuário com a Baía de Chesapeake. Jamestown, nomeado em homenagem ao Rei Jaime I de Inglaterra, já então, era multicultural. Apesar de a maioria dos colonos serem britânicos, outros colonos tinham ascendência francesa, alemã, irlandesa e italiana.
A fundação de Jamestown foi financiada pela Companhia Londrina de Virgínia. Esta empresa esperava seguir o caminho traçado por espanhóis, em busca de ouro e outros metais preciosos. Tendo isto em mente, a companhia enviou joalheiros e aristocratas, mas nenhum fazendeiro. Os colonos se comportaram como a companhia esperava. Esperando obter todo seu alimento através do comércio com a tribo indígena Powhatan, os colonos gastaram muito de seu tempo buscando por ouro. Isto significou que o assentamento era instável socialmente, uma vez que cada um dos colonos sentiam pouco contato social com sua comunidade, mas ao invés disso buscavam por riquezas individuais. A falta de relacionamentos sociais na comunidade foi agravada pelo fato de que todos os colonos iniciais, e a grande maioria dos colonos que vieram posteriormente, eram homens. Sem mulheres ou crianças para proteger, os colonos tinham pouco incentivo para proteger seu assentamento ou trabalhar em conjunto para o crescimento a longo prazo da colônia.
Achados arqueológicos recentes indicam que a região onde Jamestown foi criada passara pelo período mais severo de seca em séculos na região. O comércio de alimentos com os nativos indígenas da região - especialmente milho - tornou-se cada vez mais difícil, e os colonos, sem cultivos, cognomearam o primeiro inverno da colônia de Starving Times - Tempos de Fome. Apenas um terço dos colonos sobreviveram ao primeiro inverno. De fato, alguns documentos indicam que certos colonos passaram a praticar o canibalismo para poder sobreviver. Jamestown sobreviveu ao inverno rigoroso de 1607-1608, em grande parte por causa de John Smith. Seu lema era "sem trabalho, sem comida", e sua forte atitude foi o suficiente para organizar a estrutura da colônia em ordem. Smith colocou os colonos para trabalhar, e tornou-se um amigo de Pocahontas, filha do chefe indígena Powhatan, que foi capaz de fornecer a Jamestown mais alimentos.
John Smith salvou Jamestown, mas ainda enfrentava o desafio de tornar o assentamento inglês lucroso economicamente. Ouro e outros metais preciosos não foram encontrados na região durante os próximos anos. Em 1612, John Rolfe de iniciou a cultivar tabaco em Jamestown. Este tabaco passou a ser vendido na Europa pela Companhia Londrina de Virgínia. O cultivo de tabaco mostrou-se um negócio altamente rentoso logo de início. Jamestown prosperaria, novos colonos instalariam-se no assentamento, e o tabaco continuaria a ser a principal fonte de renda de Jamestown nos dois séculos seguintes. A cultivação do tabaco exige grande quantidade de mão-de-obra. Inicialmente, estes cultivos utilizavam-se de mão-de-obra livre, europeia. Porém, a partir de 1619, os agricultores de Jamestown passaram a fazer crescente uso de trabalho escravo. 1619 também destaca-se por ser o ano em que as primeiras pessoas do sexo feminino desembarcaram em um assentamento inglês nas Américas.
A Colônia de Virgínia passou a ser então fortemente influenciada pelo cultivo de tabaco e pela propriedade de escravos. Inicialmente, os proprietários de fazendas da Virgínia empregavam mão-de-obra branca, que trabalhariam como agricultores por um período de tempo. Porém, estes trabalhadores eram pobres, e poucas outras fontes de renda estavam disponíveis para tais pessoas, à parte da agricultura. Estes trabalhadores renovavam seus contratos ao máximo que podiam. Isto levou à realização do maior medo dos proprietários da Colônia de Virgínia: a criação de uma classe permanente de trabalhadores pobres, infelizes e armados. Em 1676, a Revolta de Bacon ocorreria por causa de diferenças entre a elite e a classe trabalhadora da Virgínia. A revolta foi liderada por Nathaniel Bacon, e destruiu Jamestown. A partir de então, o uso do trabalho escravo - mão-de-obra obediente - tornou-se comum ao longo da Virgínia.
A Virgínia dependia pesadamente do comércio internacional. Ao longo do século XVII, pouquíssimas estradas foram construídas. Por causa disso, e também por causa da necessidade de irrigação para o cultivo de tabaco, os agricultores da Virgínia estiveram confinados em bancos nos litorais de rios. A abundância de rios e riachos na Virgínia permitiu que as plantações distanciassem-se uma das outras. Por causa disso, trabalhadores individuais nas plantações moravam isolados, sem família, e separados de seus vizinhos mais próximos por quilômetros. Isto fez com que a estrutura social da Virgínia pouco se desenvolvesse ao longo dos anos, em contraste com a infraestrutura social avançada da Nova Inglaterra.
Outra causa da descentralização social na região de Chesapeake foi que a sociedade da Virgínia era predominantemente secular. O negócio lucrativo do tabaco atraiu muitos homens não-casados interessados em adquirir uma fonte de renda. Como consequência, a maior parte da população da Virgínia não era receptiva à religião. A colônia não atraiu muitos ministros religiosos, e mesmo que tivesse, estes religiosos enfrentariam grande dificuldade em construir suas congregações em regiões escassamente povoadas. Por isto, ao contrário dos puritanos da Nova Inglaterra, poucas igrejas foram construídas na Virgínia para servirem como centros sociais e religiosos.
A assembléia colonial que havia governado a colônia desde seu estabelecimento foi dissolvida, mas foi reinstalada em 1630. Dividia seu poder com um governador escolhido pelo governo da Inglaterra. Em um nível mais regional, o poder de governo foi investido em cortes de condados, cujos juízes eram escolhidos diretamente pelo governador da Virgínia.

## Nova Inglaterra
Não muito depois da fundação de Jamestown, os ingleses iniciaram o processo de colonização da costa nordeste dos atuais Estados Unidos. O segundo assentamento inglês permanente em solo americano foi fundado na Nova Inglaterra, e foi fundado por dois grupos religiosos diferentes. Ambos os grupos eram a favor de uma reforma geral na Igreja e da eliminação de elementos católicos na Igreja da Inglaterra. Enquanto que os peregrinos buscaram sair da Igreja da Inglaterra, os puritanos queriam reformá-la, através da instalação de uma santa comunidade em uma sociedade que eles posteriormente construiriam no Novo Mundo.

### Os peregrinos
O primeiro e menor dos dois grupos religiosos, os peregrinos, originou-se de uma pequena congregação protestante em Scrooby Manor, Inglaterra, de onde os membros partiram rumo aos Países Baixos. À época, os Países Baixos possuíam a reputação de que o reino era uma nação cada vez mais aberta aos que sofriam perseguição. Os emigrantes, porém, tornaram-se cada vez mais insatisfeitos com a crescente influência dos neerlandeses em suas crenças, e com baixas condições econômicas. Estes emigrantes também sofreram alguma perseguição, motivado pelo fato de que o governo neerlandês aliara-se recentemente com o Rei inglês James I de Inglaterra. Como resultado, alguns deles juntaram-se a um grupo maior de separatistas que haviam continuado a morar na Inglaterra. Este grupo separatista, então, navegou rumo ao Novo Mundo, autonomeando-se "peregrinos".
Estes homens e mulheres embarcaram no Mayflower, com a intenção de provar destinos de vidas mais rentáveis para os peregrinos e de desembarcar no litoral norte da região que era então conhecida como Virgínia - onde atualmente localiza-se partes da cidade de Nova Iorque. Porém, o Mayflower foi obrigado a mudar de curso durante a viagem, por causa de uma tempestade. Como consequência, eles desembarcaram no que é atualmente o Massachusetts, e desembarcaram no litoral oeste do Cabo Rod. Antes de desembarcarem, os peregrinos escreveram o Mayflower Compact, um documento no qual estes colonos davam a si próprios grandes poderes de auto-governo. Em 21 de dezembro de 1620, os colonos estabeleceram um assentamento permanente, onde atualmente localiza-se a cidade de Plymouth.
Como os colonos de Jamestown, os peregrinos tiveram um difícil primeiro inverno, mais rigoroso do que o enfrentado pelos colonos em Jamestown. Os colonos em Plymouth não tiveram tempo suficiente para cultivar quaisquer plantações, e ao longo do inverno, a maioria dos colonos morrera de fome - incluindo o líder James Carver - se não pelo frio. William Bradford foi escolhido para substituir Caver na primavera de 1621. Posteriormente neste ano, os colonos tiveram a ajuda de Squanto e Samoset, dois nativos americanos que haviam aprendido a falar inglês. O outono deste ano trouxe grandes colheitas, e a primeira Ação de Graças foi realizada.

### Os puritanos

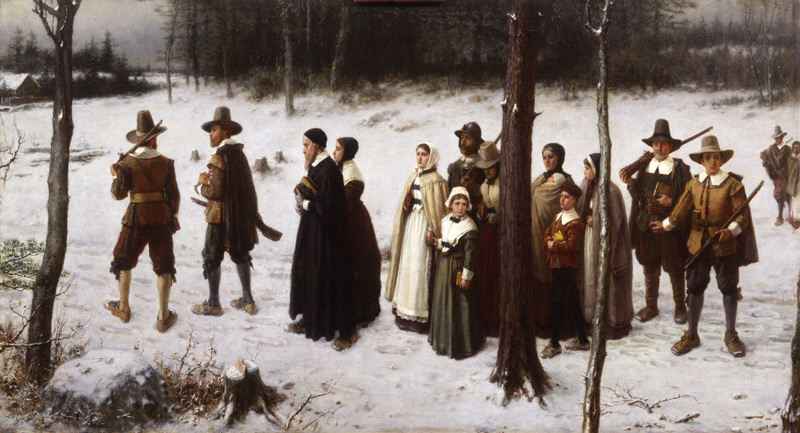
Fiéis puritanos indo para uma igreja

Um segundo grupo de colonos estabeleceu a Colônia da Baía de Massachusetts em 1629. Este grupo foi o dos puritanos, que buscava reformar a Igreja Anglicana através da criação de uma nova e pura igreja no Novo Mundo. Esta expedição consistiu-se em 400 puritanos, convocados pela Companhia da Baía de Massachusetts. Em dois anos, outros dois mil puritanos desembarcaram na América, em ondas sucessivas de imigração conhecidas como a "Grande Migração". No Novo Mundo, os puritanos criaram uma sociedade profundamente religiosa, mas politicamente inovadora, que ainda perdura atualmente nos Estados Unidos.
Acredita-se popularmente que os puritanos vieram para a América buscando por liberdade religiosa, embora um termo mais correto seria "dominação religiosa". Eles esperavam que o Novo Mundo fosse uma "nação de redenção". Embora os puritanos tivessem fugido da repressão religiosa na Inglaterra, eles não pretendiam estabelecer tolerância religiosa no Novo Mundo. A sociedade ideal dos puritanos era o de "uma nação de santos", ou de "uma cidade acima de uma colina", uma sociedade profundamente religiosa que serviria como um exemplo para a Europa a estimular a conversão em massa para o puritanismo. Por exemplo, o teólogo Roger Williams veio para Massachusetts para pregar tolerância religiosa, separação da Igreja e Estado, e um completo corte com a Igreja Anglicana. Por estas ações, Williams foi banido de Massachusetts. Ele saiu de Massachusetts e fundou a Colônia de Rhode Island, que rapidamente tornaria-se um grande centro de atração para pessoas que buscavam completa tolerância religiosa, inclusive pessoas fugindo do puritanismo de Massachusetts. Outro exemplo importante é Anne Hutchinson, que praticava o antinomianismo, onde a interpretação pessoal de todas as pessoas das palavras de Deus eram iguais. Como Williams, ela acreditava em tolerância religiosa e liberdade de pensamento. Por essas ações, ela foi obrigada a exilar-se em Rhode Island.
Como sua natureza religiosa, a estrutura política das colônias puritanas é frequentemente mal-entendida. Oficiais eram eleitos pela comunidade, mas apenas pessoas brancas do sexo masculino, membros de uma igreja congregacionalista podiam votar. Da perspectiva atual de democracia americana, a sociedade puritana não é uma democracia. Oficiais não tinham nenhuma responsabilidade com a comunidade - sua função era servir Deus através da administração da comunidade. Porém, também não era uma teocracia - ministros congregacionalistas não tinham poderes especiais no governo. Segundo padrões atuais de política da Europa, as colônias puritanas eram politicamente liberais - mais do que qualquer país europeu em tempos atuais.  Por isto, a estrutura política da sociedade puritana pode ter assumido a forma de uma democracia, com ênfase na virtude cívica que caracterizaria a sociedade americana pós-revolucionária.
Socialmente, a sociedade puritana era conservadora. Ninguém podia viver sozinho, por medo que suas tentações levassem a uma corrupção moral de toda a sociedade puritana. Porque o casamento geralmente ocorria dentro da localização geográfica da família, dentro de várias gerações diversas "cidades" pareciam mais clãs, compostos por várias grandes famílias inter-casadas. A força da sociedade puritana refletia-se em suas instituições - mais especificamente, suas igrejas, sedes de município e força militante. Esperava-se de cada membro da comunidade puritana participação nestas três organizações, assim garantindo a segurança moral, política e militar de sua comunidade. Embora alguns caracterizem a força da sociedade puritana como repressiva, outros crêem que a sociedade puritana é a base dos valores americanos, em virtude cívica, e uma base essencial ao desenvolvimento da democracia.
Economicamente, os puritanos foram bem-sucedidos. Ao contrário da indústria de tabaco e outros produtos agropecuários voltados primariamente à exportação, a economia puritana estava baseada primariamente na agricultura de subsistência, através dos esforços de fazendeiros individuais, que cultivavam suficientes colheitas para gerar o alimento necessário para abastecer sua família, mais um excesso que podia ser trocado com outros comerciantes por outros produtos que os fazendeiros não podiam produzir por si mesmos. A qualidade da economia da Nova Inglaterra era maior do que em Chesapeake. Em outro lado, líderes de cidades da Nova Inglaterra poderiam literalmente alugar famílias pobres da cidade para qualquer pessoa que podia arcar com os custos de aluguel e de alimentação destas famílias, como uma forma barata de mão-de-obra. Além de ser um importante centro agrário, a Nova Inglaterra tornou-se também um centro mercantil e fabricador de navios importantes, e frequentemente servia como centro operacional para o comércio realizado entre o Sul e a Europa.

## As colônias centrais
As Colônias Centrais, que consistem nos atuais Estados de Nova Iorque, Pensilvânia, Delaware, Nova Jersey e Maryland, eram caracterizadas por um grande degrau de diversidade econômica, religiosa e étnica. Muitos imigrantes neerlandeses e irlandeses instalaram-se nestas regiões.
A colônia holandesa da Nova Holanda foi assumida pelos britânicos e rebatizada de Nova York. No entanto, um grande número de holandeses permaneceram na colônia, dominando as áreas rurais entre a cidade de Nova York e Albany. Enquanto isso, os ianques da Nova Inglaterra começaram a se mudar para lá, assim como os imigrantes da Alemanha. A cidade de Nova York atraiu uma grande população poliglota, incluindo uma grande população negra de escravos.
New Jersey começou como uma divisão de New York e foi dividida nas colônias proprietárias de Jersey do Leste e Jersey do Oeste, por um tempo.
A Pensilvânia foi fundada em 1681 como uma colônia proprietária do quaker William Penn . Os principais elementos populacionais incluíam a população Quaker baseada na Filadélfia, uma população escocesa irlandesa na fronteira ocidental e várias colônias alemãs no meio.  Filadélfia se tornou a maior cidade das colônias com sua localização central, com um excelente porto e uma população de cerca de 30.000.

## O Sul

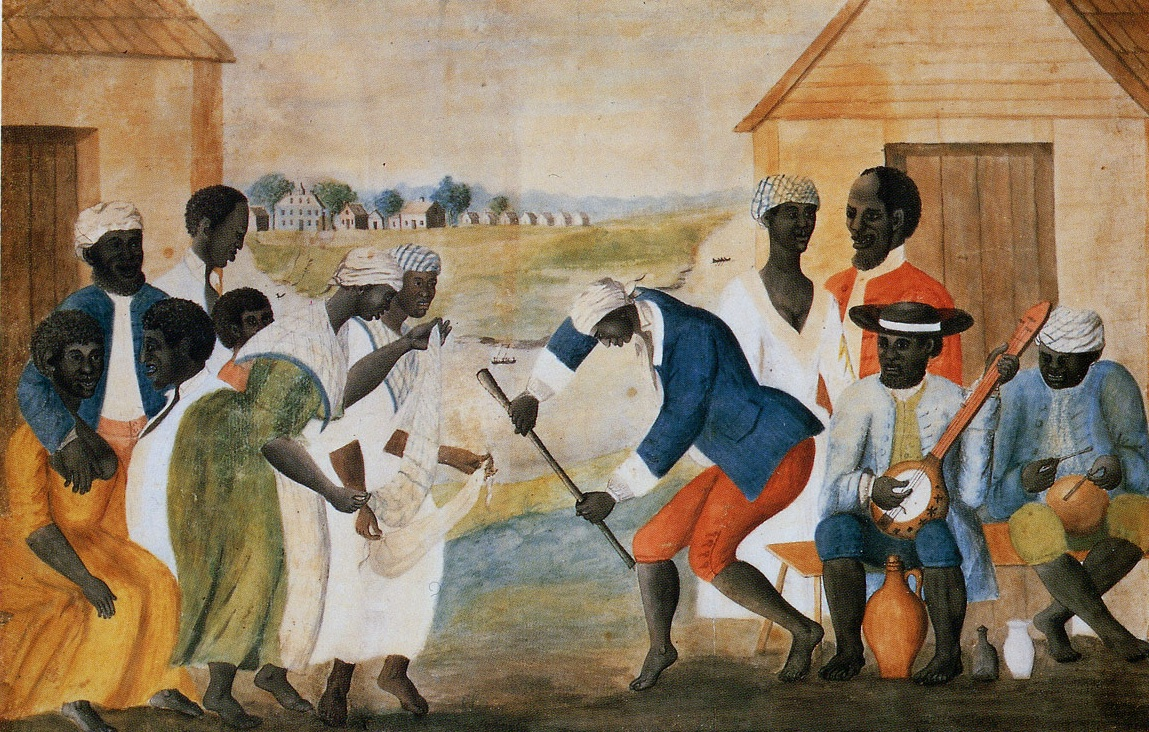
Pintura de escravos numa fazenda sulista. Escravidão era muito importante para a economia dos Estados Unidos.

As colônias da região Sul das antigas Treze Colônias eram a Carolina do Norte, a Carolina do Sul, a Geórgia e a Virgínia. Por vezes, Maryland, uma região de fronteira, é agrupado nas colônias do Sul. A economia dessas colônias caracterizou-se pelo tripé monocultura, latifúndio e mão de obra escrava.
Até a década de 1720, a maioria dos agricultores na região Sul dos Estados Unidos tinham pouca educação e passavam a maior parte do tempo a caçar animais selvagens a pé, e tendo bebidas alcoólicas e o jogo como principais passatempos. Então, uma nova geração de agricultores passou a construir grandes mansões, e a caçar animais selvagens montando cavalos. Mulheres em famílias com boas condições financeiras baseavam-se na cultura britânica, lendo revistas e utilizando vestuário que estivesse na moda, provenientes do Reino Unido.
Uma vez que as mulheres casavam, elas supervisionavam os escravos que trabalhavam na residência, e dedicavam-se a elaborar jantares e festas. Tal fenômeno cultural ocorreu mais ativamente em Charleston, um porto movimentado.
Os escravos que trabalhavam nas plantações de tabaco e arroz no Sul americano foram trazidos em sua grande maioria da África Central e Ocidental. A escravidão nas antigas Treze Colônias era muito opressiva, e era passada de geração a geração, sendo que os escravos não possuíam direitos legais. Em 1700, existiam aproximadamente 9,6 mil escravos na região de Chesapeake, e algumas centenas nas Carolinas. Aproximadamente 170 mil africanos foram trazidos nas cinco décadas seguintes. Em 1750, as Treze Colônias possuíam mais de 250 mil escravos. Nas Carolinas, os escravos compunham cerca de 60% da população local. A maioria da população escrava na Carolina do Sul nasceu na África, por causa das altas taxas de mortalidade nas Carolinas, maiores do que no restante das colônias britânicas na América do Norte, enquanto que metade dos escravos na Virgínia e em Maryland nasceu nas colônias. a economia das colônias do sul se baseavam no Plantation,com interesse no mercado externo(grande parte da economia era voltada para esse mercado), a escravidão e os fazendeiros sulistas que compravam e vendiam tudo que necessitavam.

### As Carolinas
A primeira tentativa de assentamento do Sul pela Inglaterra foi a Província da Carolina. Um grupo de Lordes Proprietários, esperando que uma nova colônia no Sul se tornasse tão lucrativa como aquela de Jamestown, obteve consentimento real da Coroa inglesa para o assentamento das Carolinas em 1663. Porém, foi somente em 1670 que um assentamento inglês foi fundado nas Carolinas. Este incluía então ambos os atuais estados americanos de Carolina do Norte, Carolina do Sul e a Geórgia. Porém, estes esforços iniciais resultaram em falha, uma vez que incentivos para a imigração ao Sul não existiam. Porém, os Senhores juntaram seus capitais remanescentes e financiaram uma missão de assentamento na região, liderada por John West. A expedição localizou terrenos férteis e que podiam ser defendidos, na região onde atualmente localiza-se a cidade de Charleston, Carolina do Sul (região central das Carolinas) - anteriormente Charles Town, em homenagem ao Rei Carlos II de Inglaterra - assim iniciando a colonização britânica da região Sul das 13 colônias. Os colonos originais na Carolina do Sul lucraram com o comércio escravo e de peles. O cultivo de arroz foi introduzido na década de 1690. O norte e o sul das Carolinas continuou como uma região isolada, de fronteira, durante este período.
Inicialmente, a região central das Carolinas era dividida politicamente. A composição étnica do centro das Carolinas era composta pelos colonos britânicos originais, um grupo de ricos proprietários de escravos, e por uma comunidade francófona. Diversas guerras de fronteira e guerrilhas ocorreram durante a Guerra do Rei William e da Guerra da Rainha Ana, que levaram a atritos econômicos e políticos entre mercantes e agricultores. O desastre da Guerra de Yamasee em 1715 desencadeou uma década de instabilidade política. Por volta de 1729, as Carolinas, até então controladas pelos Proprietários do Senhor, foram vendidas ao governo britânico, por causa do colapso do governo colonial da região.

### Geórgia
James Oglethorpe é muitas vezes visto como o fundador da Província da Geórgia. Um membro do parlamento britânico, Oglethorpe construiu as fundações da colonização da Geórgia. À época, tensões entre a Espanha e o Reino Unido eram muito altas, e muitos da população das Carolinas temiam um possível ataque espanhol via sua colônia de Flórida. A Geórgia era um território disputado pelo Reino Unido e pela Espanha, e se localizava entre a colônia britânica de Carolina e a colônia espanhola de Flórida. À época, costumava-se mandar britânicos endividados e que não pagavam suas dívidas diretamente para a prisão, mas Oglethorpe decidiu enviar pessoas endividadas e que não tinham como pagar suas dívidas para o sul das Carolinas, região que tornaria-se posteriormente a Geórgia. Isto faria com que o Reino Unido se livrasse de pessoas consideradas não desejáveis, e ao mesmo tempo, forneceria aos britânicos uma base onde poderiam atacar a Flórida. Os primeiros colonos britânicos desembarcaram na nova colônia de Geórgia em 1733.
A Geórgia estava estabelecida em princípios estritamente "moralísticos". A escravidão era proibida, bem como bebidas alcoólicas e outras formas de suposta imoralidade. Porém, a realidade da colônia estava longe do ideal. Os colonistas da Geórgia estavam descontentes com seu estilo de vida puritano, e disseram que a colônia não poderia competir economicamente com as plantações de arroz das Carolinas. A Geórgia de início não prosperou, mas logo após a remoção das restrições e a legalização da escravidão, a Geórgia prosperou economicamente, tanto quanto as Carolinas.
As colônias do sul tinham, diferentemente das do norte, uma agricultura que se focava mais na formação de latifúndios, pois os materiais dali retirados eram usados pela Coroa Inglesa para alimentar o mercado internacional, devido às possibilidades de cultivo do clima mais ameno que se gerava pela sua aproximação dos trópicos.

## Governo colonial britânico
Nos domínios britânicos, os três tipos de colônias eram: colônias reais (províncias), proprietárias e  charter. Esses governos estavam todos subordinados ao rei da Inglaterra, sem nenhuma relação explícita com o Parlamento britânico . No final do século XVII a administração de todas as colônias britânicas passou a ser supervisionada pela Junta Comercial de Londres. Cada colônia tinha um agente colonial em Londres para representar seus interesses.

###### Colônias da Coroa
New Hampshire, Nova York, Virgínia, Carolina do Norte, Carolina do Sul, Geórgia e, posteriormente, Massachusetts foram colônias da coroa . As províncias eram governadas por comissões nomeadas pelo rei. Um governador e (em algumas províncias) seus conselheiros eram nomeados pelo rei. O governador era investido de poderes executivos gerais e autorizado a convocar uma assembleia eleita localmente. O conselho do governador funcionaria como uma câmara alta durante a sessão da assembleia, além de seu papel de aconselhar o governador. As assembleias eram constituídas por representantes eleitos pelos donos de terras da província. O governador tinha poder de veto absoluto e podia prorrogar ou dissolver a assembléia. O papel da assembleia era fazer todas as leis e ordenações locais, garantindo que não fossem incompatíveis com as leis da Inglaterra. Na prática, isso nem sempre ocorreu, uma vez que muitas das assembleias provinciais procuraram ampliar seus poderes e limitar os do governador e da coroa. As leis poderiam ser examinadas pela Junta Comercial, que também detinha o poder de veto da legislação.

###### Colônias Proprietárias
Pensilvânia (que incluía Delaware), Nova Jersey e Maryland eram colônias proprietárias, ou seja, tiveram seus territórios doados a nobres ingleses, que tinham a missão de empreender a colonização dessas terras com recursos próprios e ainda podiam transmitir a propriedade das colonias para seus herdeiros (num sistema semelhante ao das capitanias hereditárias implementado no Brasil) . Elas foram governadas quase como colônias reais, exceto pelo fato de que eram os senhores proprietários, e não o rei, quem indicavam o governador. Elas foram criadas após a Restauração de 1660 e normalmente gozavam de maior liberdade civil e religiosa.

###### Colônias Charters (Concessionárias)
Massachusetts, Plantações de Providence, Rhode Island, Warwick e Connecticut foram colônias charters (de cartas de concessão) . A Carta de Massachusetts foi revogada em 1684 e substituída por um Alvará de Província emitido em 1691 (tornando-se uma colônia da coroa). Os Governos Charters eram formados por grupos de investidores privados que recebiam um alvará de concessão do rei (carta de concessão) para colonizar terras na América. Essas associações de investidores poderiam ter tanto fins econômicos quanto religiosos (como os Puritanos e Peregrinos que fugiam da perseguição religiosa na Inglaterra). As cartas de concessão davam, aos integrantes da sociedade, o controle da terra e os poderes de governo legislativo. As cartas também serviam como uma constituição colonial, pois dividiam o poder entre as funções legislativa, executiva e judicial, sendo esses poderes atribuídos a funcionários públicos.